# Associação Desportiva Arsenal do Ceará
A Associação Desportiva Arsenal do Ceará é um clube de futebol da cidade de Morada Nova, no estado do Ceará.
Profissionalizou-se em 17 de maio de 2007, para a disputa da Terceira Divisão Cearense do mesmo ano. O clube possui um escudo baseado no do Arsenal Football Club da Inglaterra, com a união das cores laranja e azul no uniforme, em homenagem ao Brasil. Criado por membros da família Esteves em um bar da cidade de Caridade (Ceará) a 80 km da capital Fortaleza, situando-se na Microrregião de Canindé. Atualmente disputa a Terceira Divisão Cearense e seu atual presidente é José Alberto Ferreira Esteves.

## Símbolos

### Uniformes
As cores do uniforme do Arsenal de Caridade são vermelho, amarelo, azul e branco, e o 1º uniforme é composto por camisa e calção laranja, e os meiões são azuis.
O 2º uniforme é composto por camisa vemelha, calção e meiões brancos.

### Mascote

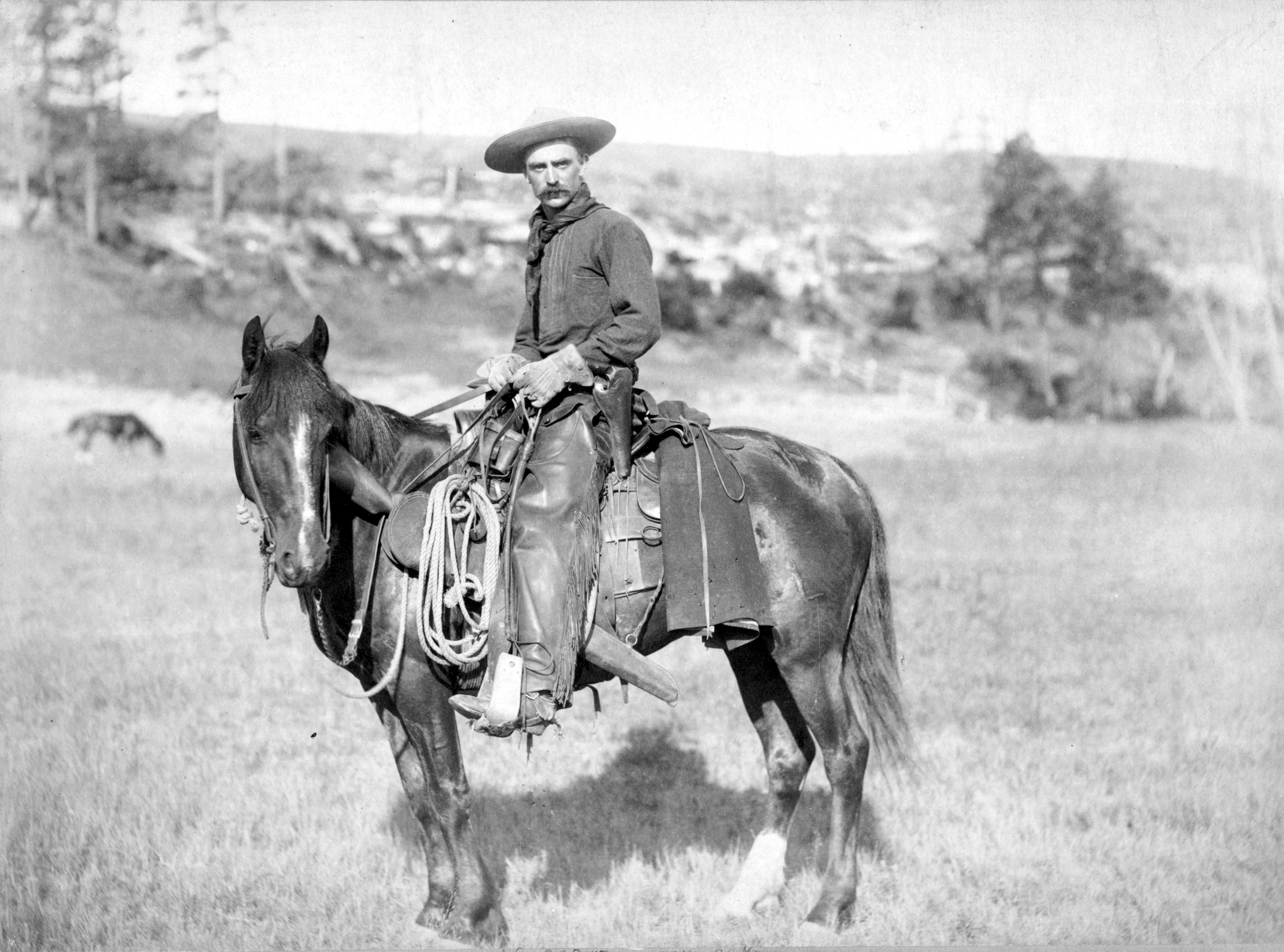
Xerife, mascote do Arsenal.

O mascote do Arsenal de Caridade é o Xerife.

## Participação em campeonatos
Em 2009, o clube fez uma boa campanha na Terceira Divisão Cearense, chegando ao quadrangular final da competição e terminando-o na quarta colocação. O clube acabou conseguindo o acesso à segunda divisão devido ao Pacajuense não haver cumprido a perda de um mando de campo imposta pelo Tribunal de Justiça Desportiva do Ceará. Como resultado da punição de três pontos ao Pacajuense, e sua queda na classificação do quadrangular, a vaga passou para o Arsenal.

## Títulos

### Outras conquistas
- Copa Messejana: 2012
- Campeonato Cearense Intermunicipal Amador: 2006

## Desempenho em competições

### Campeonato Cearense - 2ª divisão
| Ano  | Posição |
| 2010 | 7º      |
| 2011 | 10º     |
| 2012 | 7º      |
| 2013 | 5.o     |

### Campeonato Cearense - 3ª divisão
| Ano  | Posição        |
| 2007 | 7º             |
| 2008 | 13º            |
| 2009 | 4º (Promovido) |
| 2019 | 6º             |
| 2020 | 7º             |
| 2021 | 7º             |

### Campeonato Cearense Intermunicipal Amador
| Ano  | Posição   |
| 2006 | (Campeão) |